# Leiometopon
Leiometopon là một chi bướm đêm thuộc họ Noctuidae.